# Żuraw (zwyczajny)

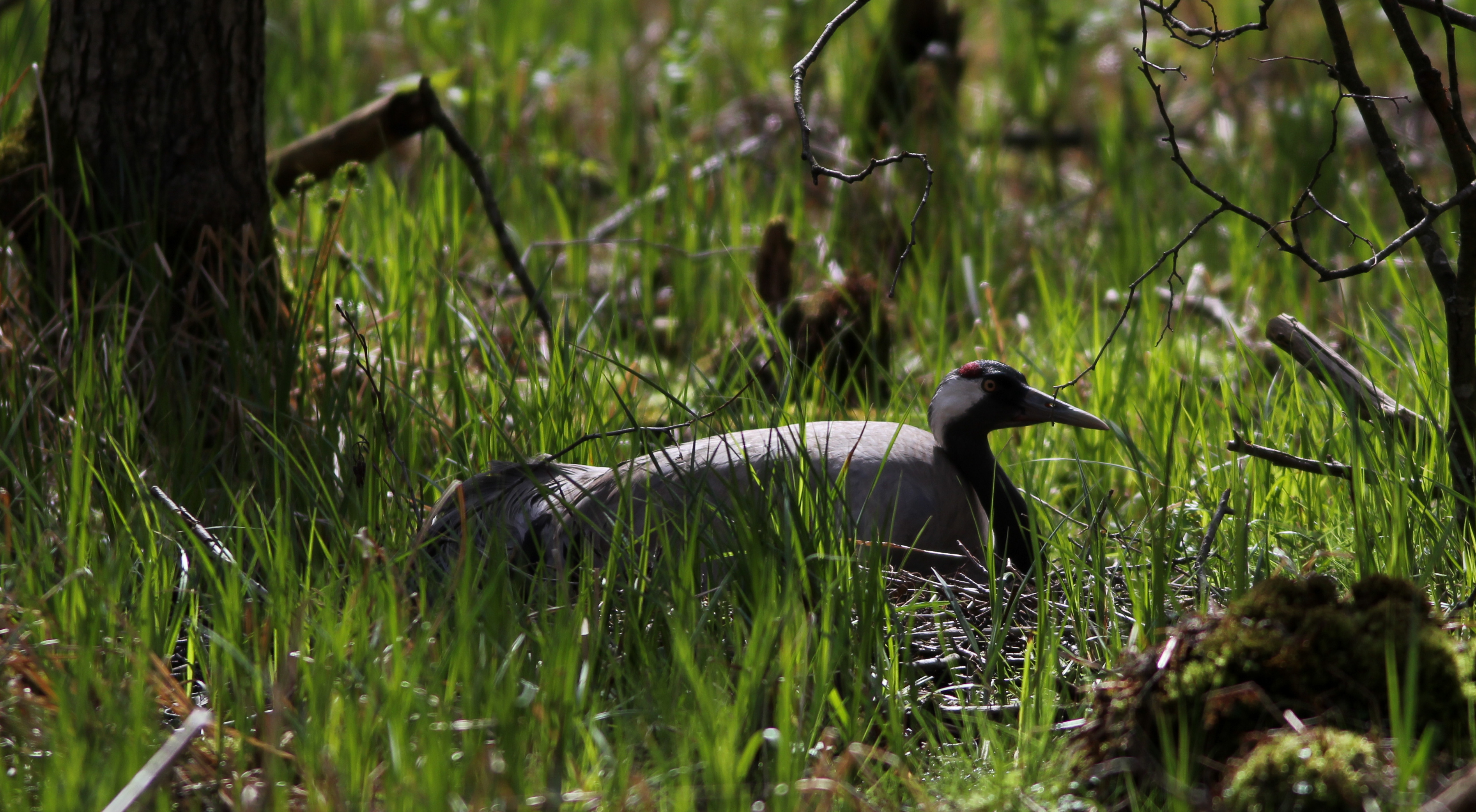
Żuraw szary w trawie

Żuraw (zwyczajny), żuraw, żuraw popielaty, żuraw szary (Grus grus) – gatunek dużego ptaka z rodziny żurawi (Gruidae), zamieszkujący północną i środkową część Eurazji. Do niedawna można go było spotkać w całej Europie. W wyniku osuszania podmokłych lasów zniszczono jego lęgowiska i obecnie na południe od Bałtyku i na południu Europy występuje tylko wyspowo. Ciągły zasięg obejmuje Półwysep Skandynawski, północną Rosję i Azję aż po wschodnią Syberię. Wiosenne powroty w marcu i kwietniu, a jesienne przeloty we wrześniu i październiku. Zimuje na Półwyspie Iberyjskim, we Francji, w Afryce Północnej aż do Sudanu, na Bliskim Wschodzie, w Pakistanie, Indiach, a także południowych i wschodnich Chinach.
W Polsce niezbyt liczebny lub rzadko spotykany ptak lęgowy niżu, lokalnie średnio liczny. Według szacunków Monitoringu Flagowych Gatunków Ptaków, w latach 2010–2012 populacja żurawia w Polsce liczyła 20–22 tysięcy par lęgowych, najczęściej i najwięcej liczebnie, występuje na północy i zachodzie kraju. Często spotykany na przelotach, zimuje wyjątkowo. W 2023  stwierdzono podczas liczenia 125 tys. żurawi.

## Charakterystyka
Wygląd zewnętrznySylwetka wysmukła, wyprostowana. Większy od bociana i łatwo od niego odróżnialny po długich, zwisających w kształcie pióropusza ozdobnych piórach na ogonie i grzbiecie. Są to wydłużone, pokarbowane lotki III rzędu. Upierzenie godowe żurawia jest popielate, a końcówki skrzydeł czarne. Górna część głowy koloru karminowego, boki białe, czoło i przód długiej szyi czarne. Latem często wierzch ciała robi się brązowawy od wcieranego szlamu lub żelazistej wody torfowisk. Młode są brunatne bez plam na głowie i ozdobnych piór.
Rozmiarydługość ciała ok. 95–125 cm; rozpiętość skrzydeł 180–200 cm, a nawet do 240 cm
Masa ciałasamce 5,1–6,1 kg, samice 4,5–5,9 kg
Głos i zachowaniePodczas przelotów stada lecą w kluczach lub skośnych szeregach i wydają donośny głos zwany klangorem, przypominający głos trąbki. Jest on słyszalny w promieniu kilku kilometrów. Powstaje dzięki pętlowatej budowie tchawicy, działającej jak pudło rezonansowe. Żuraw odzywa się często, a w samym gnieździe inaczej – „grry grry”.

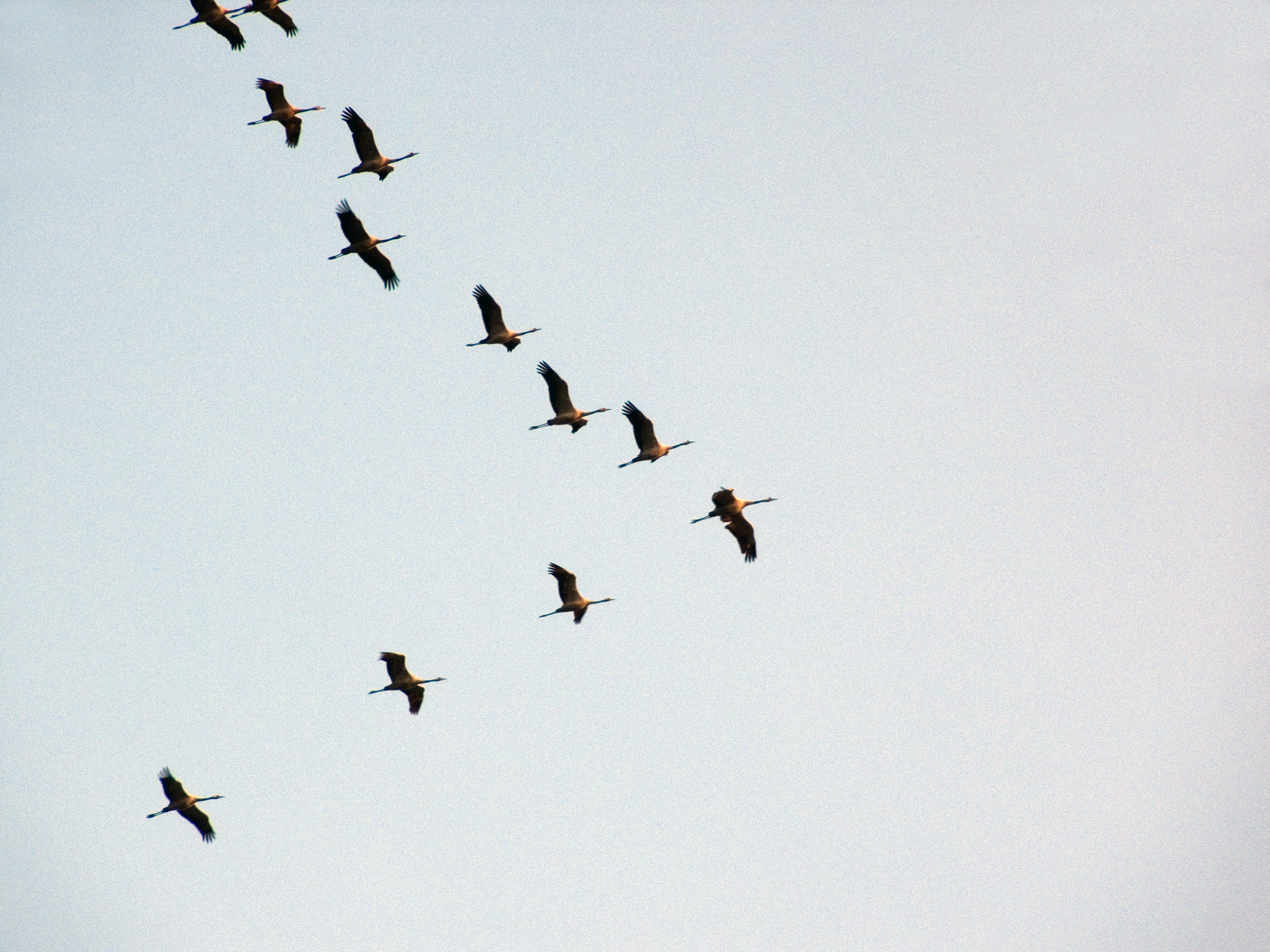
Klucz żurawi

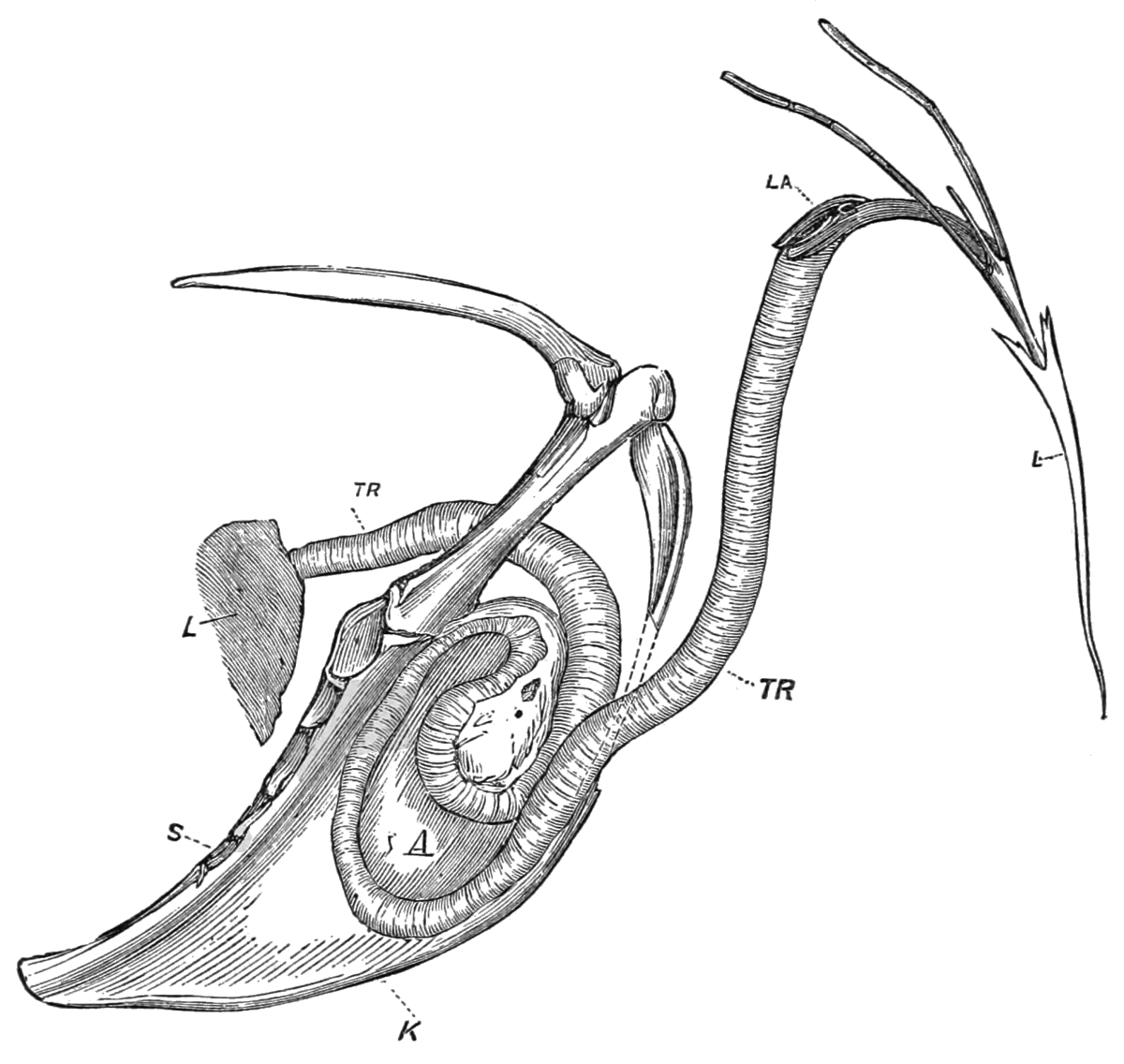
Tchawica (TR) o pętlowej budowie zagłębiona w mostku (S, K, A) wytwarza charakterystyczny głos żurawia. L na lewo – płuca, LA – krtań, L na prawo – język.

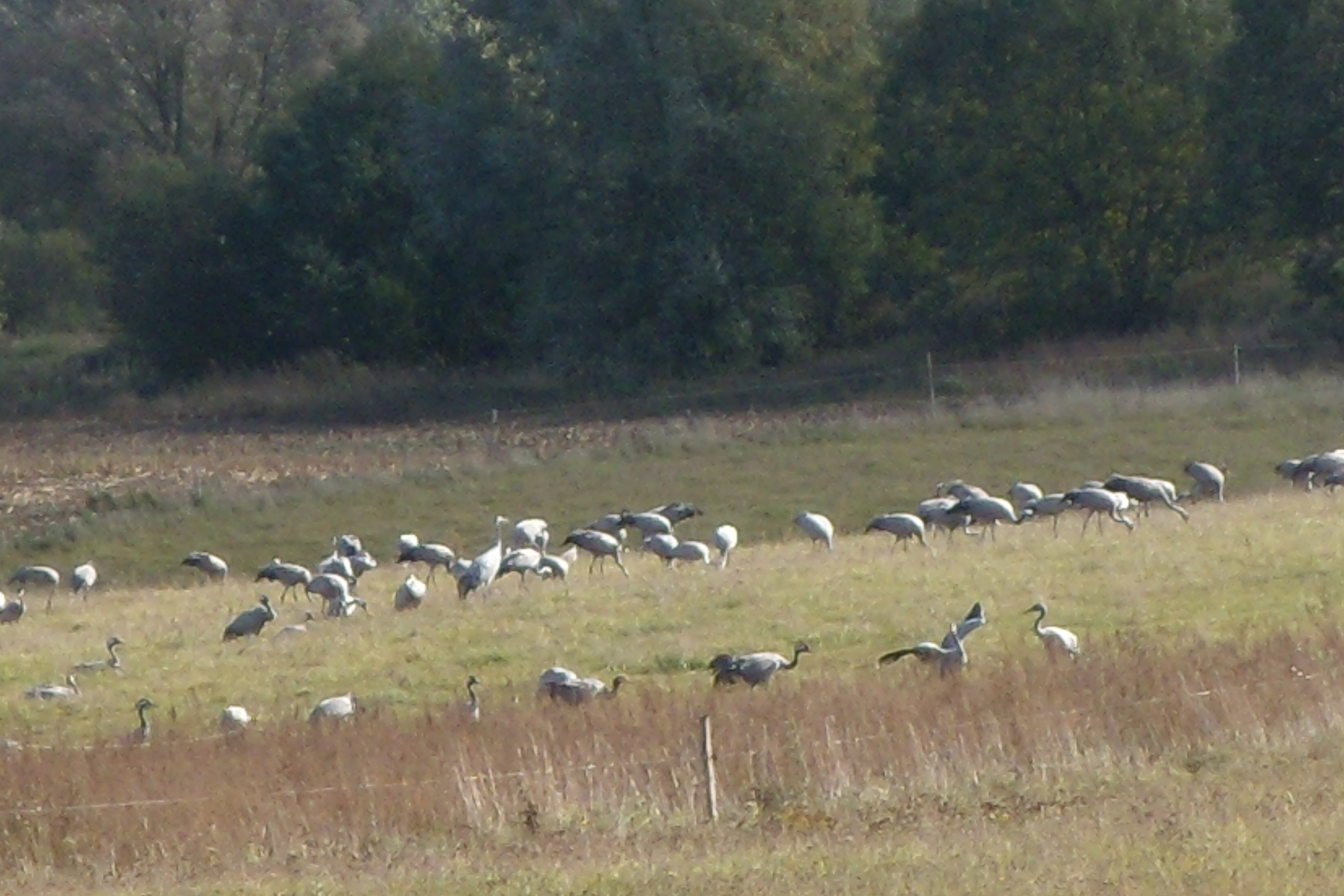
Po skończonych lęgach, jesienią żurawie lubią odpoczywać na polach i łąkach w promieniach Słońca.

W locie wyciąga szyję i nogi podobnie jak bocian. Uderza skrzydłami powolnie, majestatycznie. Przy poruszaniu się po powierzchni ziemi ruchy ma płynne, powolne. Bardzo płochliwy i czujny.
Żurawie od sierpnia do listopada zbierają się w tysięczne stada na miejscach wypoczynku (jesienią w Niemczech naliczono 85 000 osobników), które ustalane są po wystarczającej ilości pokarmu i miejsc do spania. W Europie Środkowej gromadzą się w głębi lądu. Skandynawskie i środkowoeuropejskie żurawie odlatują do Hiszpanii (Andaluzja) i Portugalii w październiku i listopadzie. Coraz więcej osobników zimuje coraz bardziej na północ, np. w północno-wschodniej Francji, a nawet Niemczech, gdzie mają również lęgowiska. Gatunek w niewielkiej liczbie zimuje regularnie również w Polsce. Takie skracanie wędrówek oszczędza energię i zapewnia szybsze zdobycie lepszego terytorium na lęgowiskach. Ptaki skandynawskie, wracając w marcu i kwietniu, zatrzymują się na wypoczynek na terenach na południe od Bałtyku.

## Środowisko

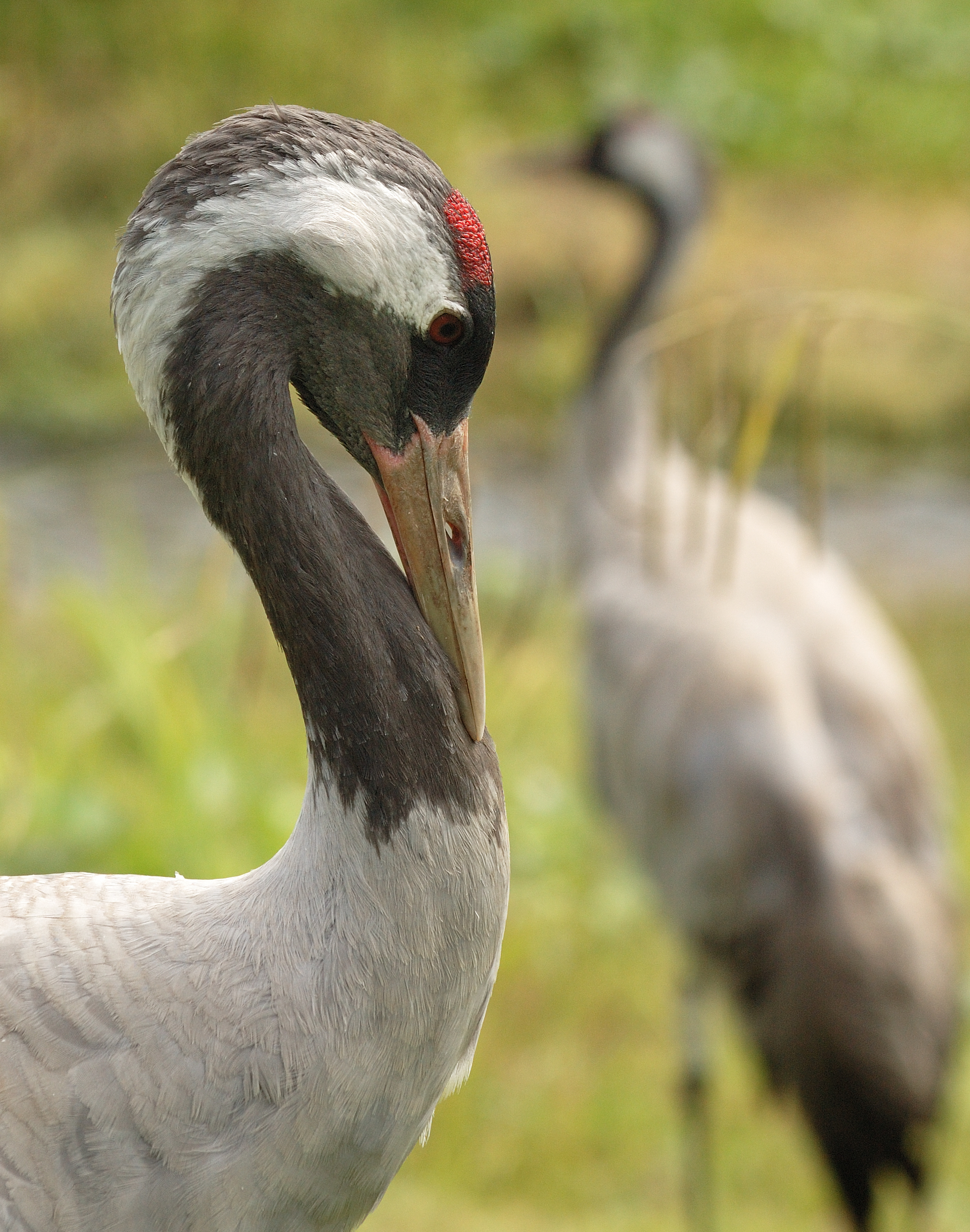
Głowa żurawia z bliska

Rozległe bagna wśród lasów, torfowiska, wrzosowiska, nad jeziorami i starorzeczami. Zwykle w oddaleniu od siedzib ludzkich, ale żeruje także na łąkach i polach uprawnych. W Europie Środkowej lęgowiska znajdują się w wilgotnych obniżeniach terenu, np. olsach, torfowiskach wysokich i niskich, zalewanych łąkach i pastwiskach, w strefach przybrzeżnych i coraz częściej w rowach między polami.

## Pożywienie
Wszystkożerne, ale dominuje pokarm roślinny (w tym nasiona), uzupełniany gryzoniami, owadami i mięczakami. Terytorium żerowania jest bardzo rozległe i na obszarach rolniczych może dochodzić do 120 ha. Jest szkodnikiem upraw kukurydzy, żerując powoduje duże straty w zasiewach tej rośliny.

## Rozród
Jeden lęg w roku, w połowie albo pod koniec kwietnia.

### Okres godowy

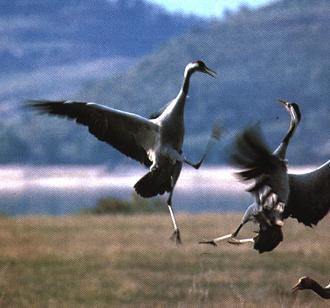
Toki

TokiPo powrocie na miejsca lęgowe, od lutego w Niemczech do maja w Skandynawii, początkowo trzyma się w stadach, a toki odbywają się w grupach. Żurawie wykonują wtedy charakterystyczny taniec podobny do baletowego pas de deux. Ptaki podskakują i kłaniają się sobie z rozpostartymi płasko skrzydłami. Samce trzymają dziób pionowo i w dostojnym marszu kroczą za samicą. Mimo że te tańce są uznawane powszechnie za godowe, to wykonywane są też poza sezonem lęgowym, na miejscach wypoczynku w czasie wędrówek i w trakcie wiosennych zbiorowisk tych ptaków. Samice i samce tworzą małe grupy, biegając ku sobie, wysoko skacząc i uderzając skrzydłami, krążąc w kółko lub zygzakiem. Ogólne podniecenie wyrażają, podnosząc czasami gałąź lub kamień z ziemi i wyrzucając je wysoko w powietrze. Gdy dobiorą się w pary, pozostają sobie wierne przez całe życie. Toki odbywają się już w 2. roku życia, ale lęgną się 3 lata później.
GniazdoZawsze na ziemi, z bezładnie ułożonego materiału w postaci zbutwiałych roślin zebranych z okolicy, o średnicy ok. 80 cm.

### Okres lęgowy

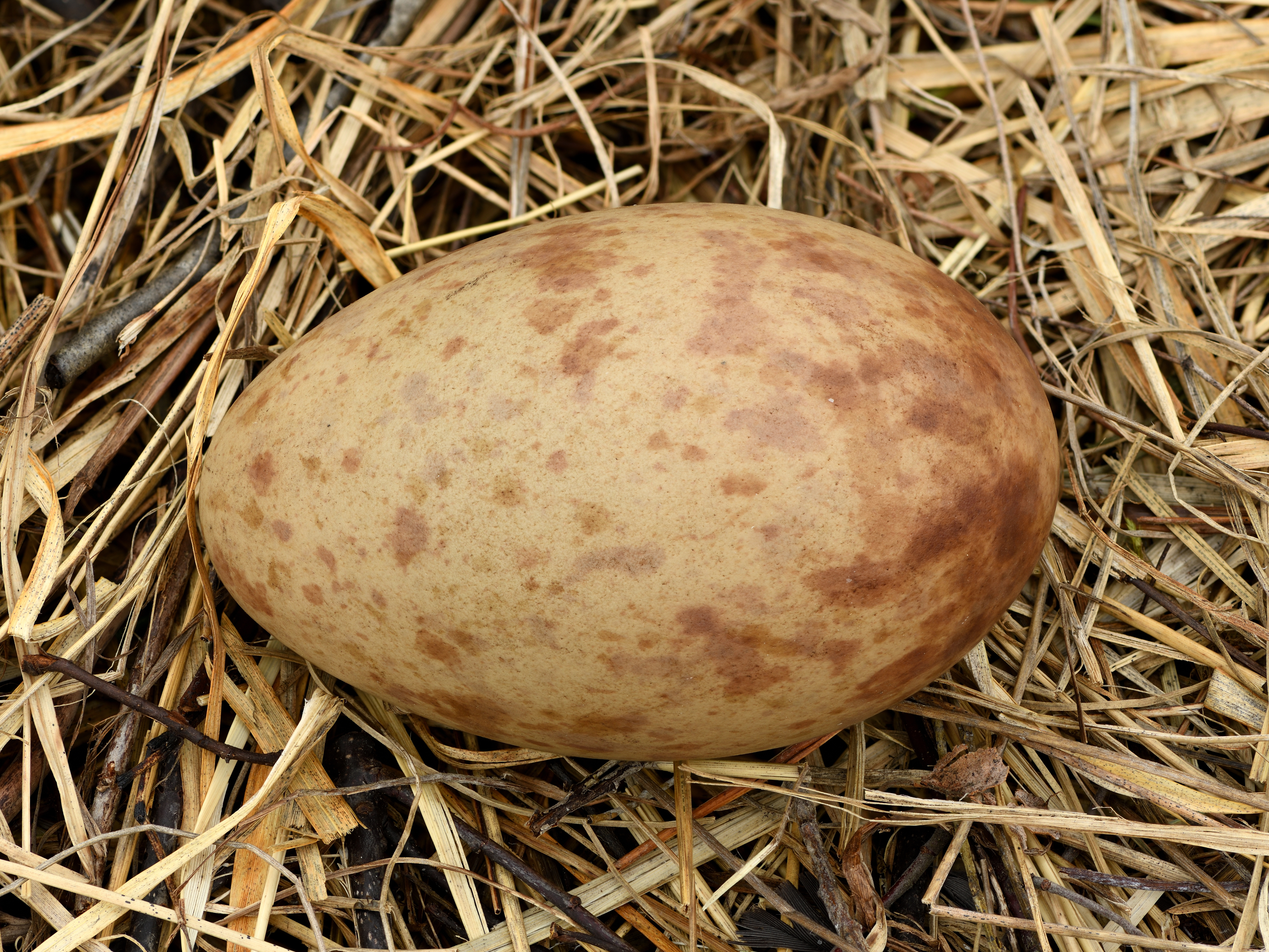
Jajo żurawia

JajaZniesienie przeważnie z 2 brunatnawych lub zielonawych jaj o średnich wymiarach 98 × 63 mm, silnie wydłużonych.
Wysiadywanie i pisklętaObydwoje rodzice na przemian przez okres ok. 30 dni wysiadują jaja i opiekują się młodymi przez 10 tygodni. Jest to czas, kiedy całkowicie się pierzą i przez cały miesiąc nie są w stanie latać, więc są bardzo ostrożni (całkowite pierzenie zachodzi tylko co 2–4 lata). Co ciekawe, każdy dorosły ptak zajmuje się jednym młodym i karmi go ślimakami, owadami i robakami. Pisklęta – zagniazdowniki – w puchu są rudawe. Opuszczają gniazdo po ok. 65 dniach, jednak wolno się rozwijają i w pełni dojrzałe są po 5–6 latach.

## Status, zagrożenia i ochrona
W Czerwonej księdze gatunków zagrożonych IUCN żuraw jest klasyfikowany jako gatunek najmniejszej troski (LC, ang. Least Concern).
Światowa populacja żurawia jest szacowana na 491–503 tys. osobników i wykazuje tendencję wzrostową (2015).
W Polsce liczebność ocenia się na 20–22 tys. par lęgowych (2010–2012). Jeszcze na początku XX wieku był to na tych terenach gatunek bardzo nieliczny, choć od lat 20. następował powolny wzrost liczebności, prawdopodobnie dzięki wprowadzonemu w 1921 roku zakazowi odstrzału. W latach 70. i 80. szacowano liczebność żurawi na 700–900 par, choć mogły to być dane zaniżone. W latach 80. zauważono trend wzrostowy polskiej populacji, na początku lat 90. liczebność szacowano na 2300–2600 par, pod koniec lat 90. na 5000–6000, a w 2001 było to już około 10 tysięcy par lęgowych.
W Polsce objęty ścisłą ochroną gatunkową. Wskazana ochrona terenów podmokłych i bagiennych.

## Żuraw w kulturze

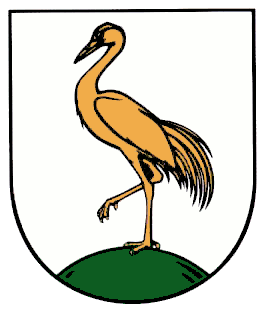
Żuraw w herbie niemieckiego miasta Wurzbach

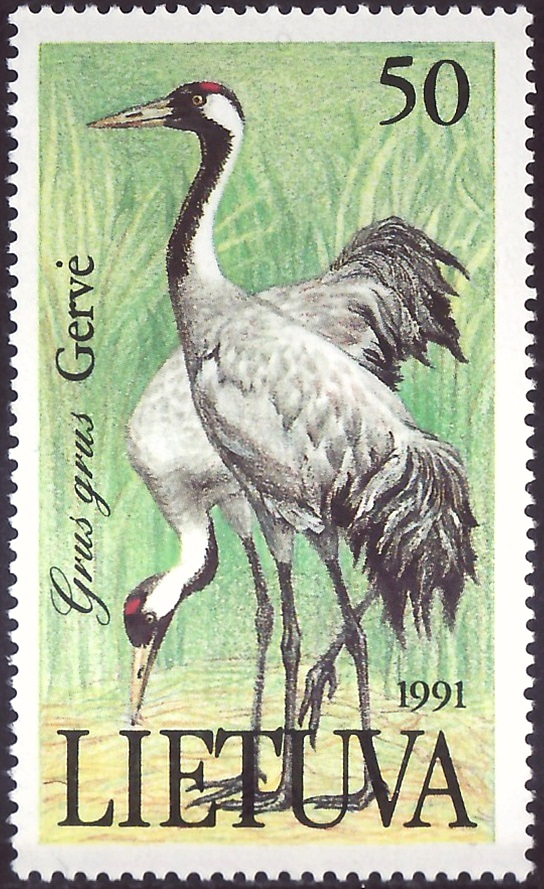
Litewski znaczek

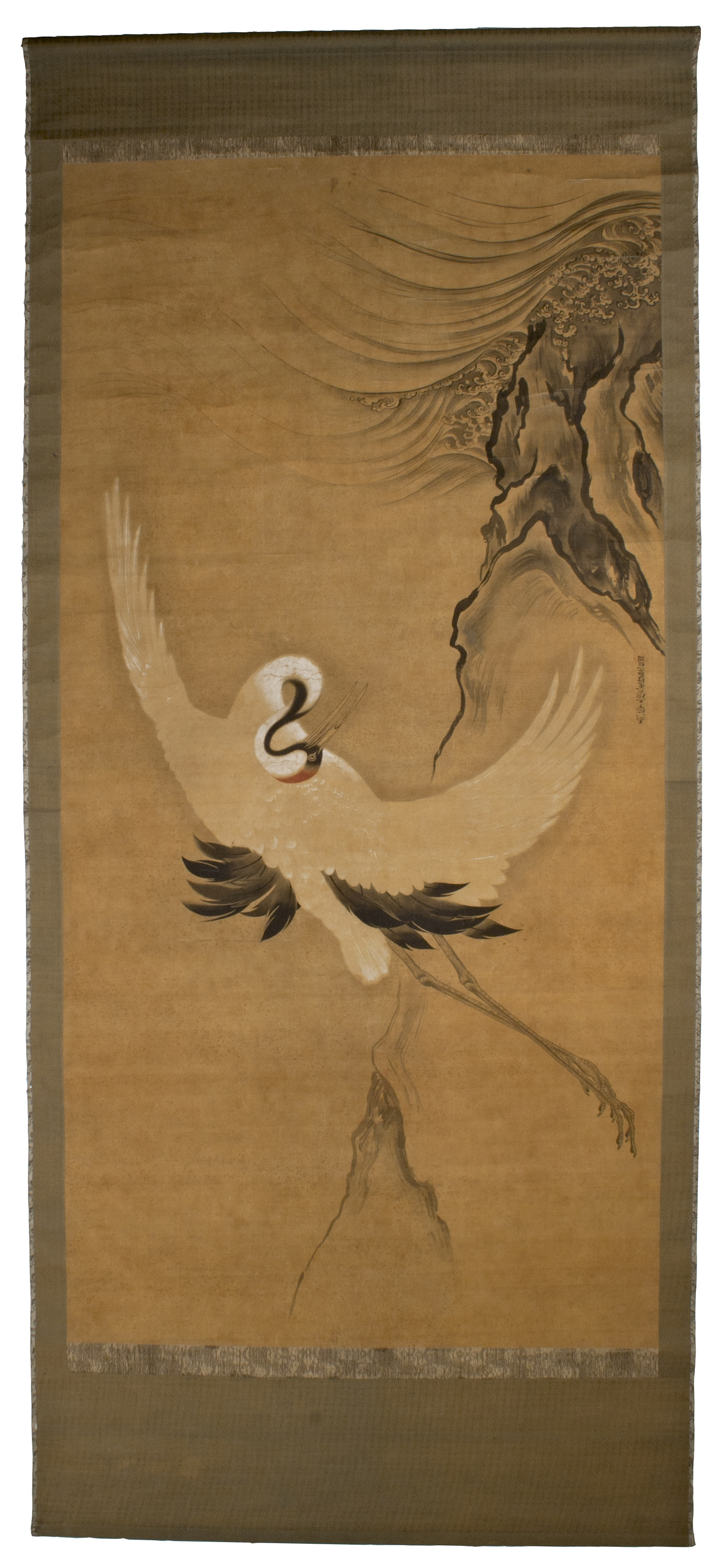
Mitsusuke, Żuraw, XVIII wiek, Muzeum Narodowe w Krakowie

- Starożytni ludzie uważali, że nad snem żurawia czuwają strażnicy i dlatego ma on wtedy jedną nogę schowaną pod piórami. To w niej miał trzymać kamień i kiedy zasnął, ten upadał na drugą nogę i budził go[13]. Dlatego na średniowiecznych herbach i godłach żurawie widnieją z nogą trzymającą kamień i z podpisem Ut alii dormant, czyli aby inni odpoczęli. Klangor żurawi miał być odzwierciedleniem skarżenia się cierpiących dusz.
- W mitologii greckiej Tezeusz, po powrocie na wyspę Delos, wykonywał wraz z towarzyszami splecionymi ramionami „taniec żurawia” (gr. geranikos), naśladując skomplikowane ścieżki labiryntu. Przewodnik pociągał ich na stronę śmierci (w lewo) lub na stronę życia (na prawo)[14]. W Europie taniec ten przetrwał do XIX wieku i był wykorzystywany w rytuałach religijnych.
- W wierzeniach narodów słowiańskich żurawie pełniły rolę przewodników wędrowców i żeglarzy. Uważane były również za przewodników dusz ludzkich, które uczepione żurawich piór i nóg miały wędrować do zamorskiego kraju[15].
- W Chinach żuraw był jednym z symboli długowieczności i dlatego przedstawiany jest często z innymi jej symbolami np. sosną, żółwiem, jeleniem czy kamieniem. Ukazanie na jednym obrazie żurawia, czapli, pliszki, kaczki mandarynki i feniksa symbolizuje podstawowych pięć relacji międzyludzkich w konfucjanizmie (żuraw odnosi się do relacji ojciec-syn)[16].
- Żurawie kojarzono z wiernością, mądrością, długowiecznością i czujnością. Chrześcijanie przypisywali mu cnoty życia zakonnego[17].
- Krzyki przylatujących i odlatujących żurawi oznajmiały wiosenne siewy i jesienne zbiory.
- ŻURAWIA DOLINA nad Łosośną gości doroczne Międzynarodowe Plenery Malarskie „Dolina Łosośny”.[18]

### Żuraw w sztuce i literaturze
- Żuraw stał się jednym z bohaterów wiersza Jana Brzechwy Żuraw i czapla; nie potrafił on pójść na kompromis w sprawie ożenku, robiąc na złość swojej partnerce.
- Sylwetka żurawia stanowi główną treść logo Poleskiego Parku Narodowego.
- Przedstawienia żurawi były niezwykle częste w twórczości Józefa Chełmońskiego. W 1870 namalował obraz zatytułowany Żurawie (obraz Józefa Chełmońskiego). Później powstały także m.in. Powitanie słońca. Żurawie w 1910 r. i Żurawie o poranku w 1913 r.
- W Azji żurawie, symbol długowieczności, szczęścia i wierności, są motywem sztuki chińskiej i japońskiej.[19]

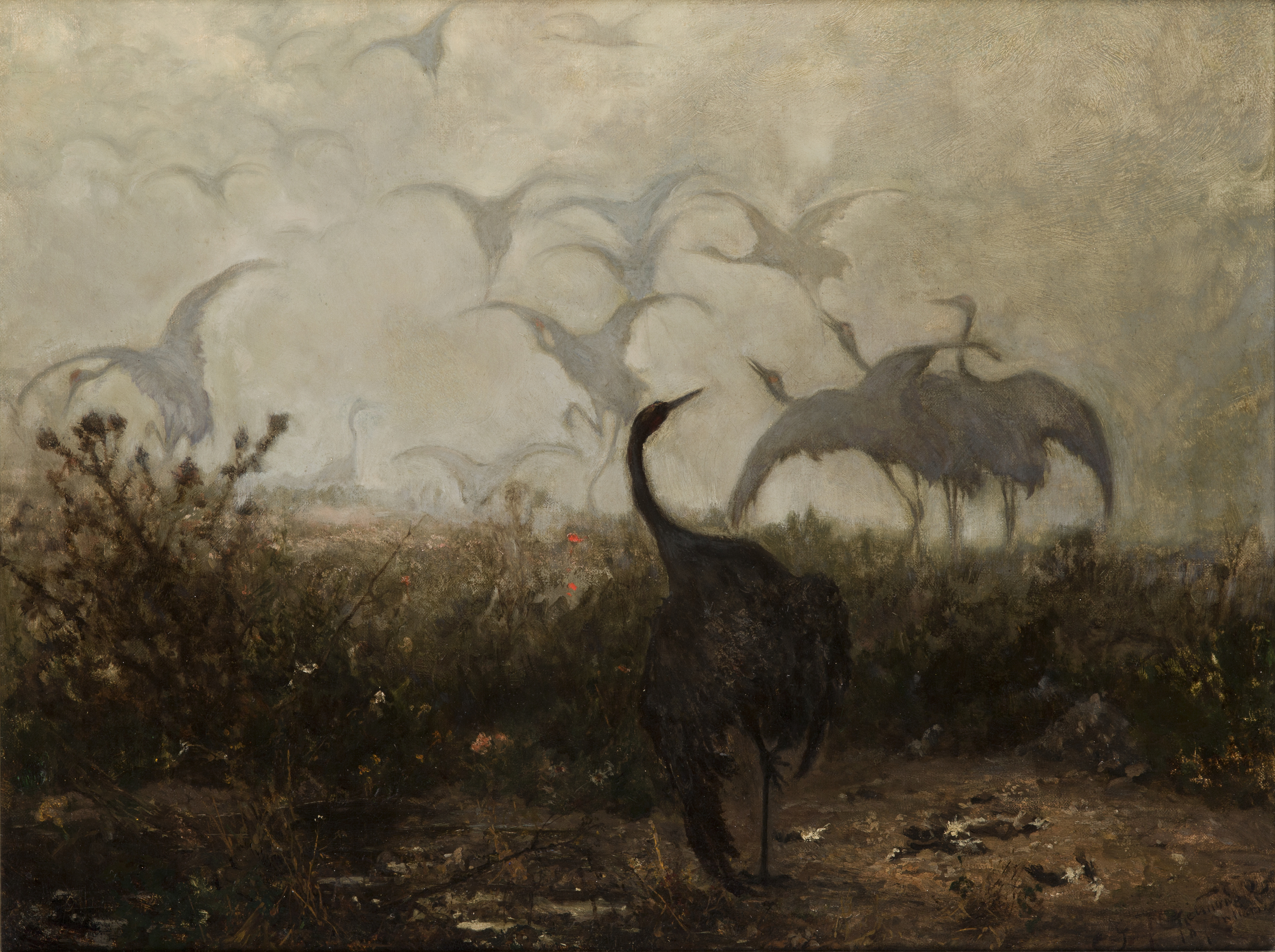
Żurawie – obraz Józefa Chełmońskiego z 1870 roku (Muzeum Narodowe w Krakowie)

## Podgatunki
Międzynarodowy Komitet Ornitologiczny (IOC) uznaje gatunek za monotypowy. Autorzy Handbook of the Birds of the World wyróżniają dwa podgatunki:
- Grus grus grus (Linnaeus, 1758) – północna, środkowa i wschodnia Europa aż do północno-środkowych Chin i Rosyjskiego Dalekiego Wschodu.
- Grus grus archibaldi Ilyashenko & Ghasabyan, 2008 – wschodnia Turcja, południowa Gruzja, Armenia i skrajnie południowo-zachodni Iran, okazjonalnie może też gnieździć się w Azerbejdżanie.

Wyróżniany dawniej podgatunek Grus grus lilfordi Sharpe, 1894 nie jest obecnie uznawany.